# الدوري الإستوني الدرجة الثالثة 2014
الدوري الإستوني الدرجة الثالثة 2014 (بالإستونية: Esiliiga B 2014)‏ هو الموسم 2 من الدوري الإستوني الدرجة الثالثة ‏. أقيم خلال الفترة 28 فبراير 2014 وحتى 9 نوفمبر 2014، وأشرف على تنظيمه اتحاد إستونيا لكرة القدم، وكان عدد الأندية المشاركة فيه 10، وفاز فيه FCI Tallinn II ‏.